# Lac Djarylhatch
Le lac Djarylhatch (en russe : Джарылгач, ukrainien : Джарилгач et en tatar de Crimée : Джарылгъач) est au nord de la péninsule de Tarkhankout, dans le raïon de Tchornomorské. Sa superficie est de 8,3 km2, c'est le second après le lac Donouzlav.

## Description
Le lac est un site classé ukrainien, il est salé et de faible profondeur, il a une couche de six à douze mètres de limon au fond avec des propriétés médicinales.